# Богдань (Воронежская область)
Богдань — хутор в Новохопёрском районе Воронежской области России. Входит в состав городского поселения Новохопёрск.

## Население
| 2005 | 2010 |
| ---- | ---- |
| 72   | ↘39  |

## Уличная сеть
- ул. Кольцевая
- пер. Садовый
- пер. Тополиный